# フローティングタッチディスプレイ
フローティングタッチディスプレイとは情報通信研究機構（NICT）が開発中のユーザーインターフェースである。
ディスプレイの映像が空中に浮いているように見え、浮かんだ映像に指先で触れると、赤外線センサが指の位置を検出する事により、実際に指で触れているかのように映像を操作できるデバイスである。医療分野や食品加工分野等、衛生上非接触が要求される分野での需要が期待されるデバイスである。
現在は光学素子の特性上小型の物しかできないが、将来的には大型化が期待される。

## 関連分野
- タッチパネル
- バーチャルリアリティ
- ホログラフィ
- 空中ディスプレイ